# BULATS
BULATS (Business Language Testing Service) là bài thi đánh giá trình độ tiếng Anh sử dụng trong công việc. Thí sinh sẽ nhận được chứng chỉ cấp bởi ESOL thuộc đại học Cambridge. Hiện có các bài thi BULATS đánh giá trình độ các ngôn ngữ sau: tiếng Anh, tiếng Đức, tiếng Tây Ban Nha và tiếng Pháp.
Hiện nay có 4 bài thi khác nhau: thi trên máy tính, bài thi trên giấy, thi viết và thi nói.
Tuy nhiên BULATS chưa nổi tiếng bằng TOEIC, bài thi được công nhận trên toàn thế giới với hơn 5 triệu người dự thi mỗi năm.